# Oberamt Tuttlingen

Karte der württembergischen Oberämter, Stand 1926

Das Oberamt Tuttlingen war ein württembergisches Oberamt im Südwesten Württembergs (auf beigefügter Karte # 54) und war im Westen, Süden und Osten vom Großherzogtum Baden umgeben (über die Gemeinde Bärenthal auch von Hohenzollern-Sigmaringen bzw. ab 1850 Preußen). Der Verwaltungsbezirk wurde 1934 in Kreis Tuttlingen und 1938 in Landkreis Tuttlingen umbenannt und dabei um die meisten Gemeinden des aufgelösten Kreises Spaichingen erweitert. Gleichzeitig wurden die Gemeinden Mühlhausen und Weigheim an den Landkreis Rottweil übertragen. Das einwohnerstarke Schwenningen am Neckar war bereits 1842 dem Oberamt Rottweil zugeteilt worden.

## Geschichte

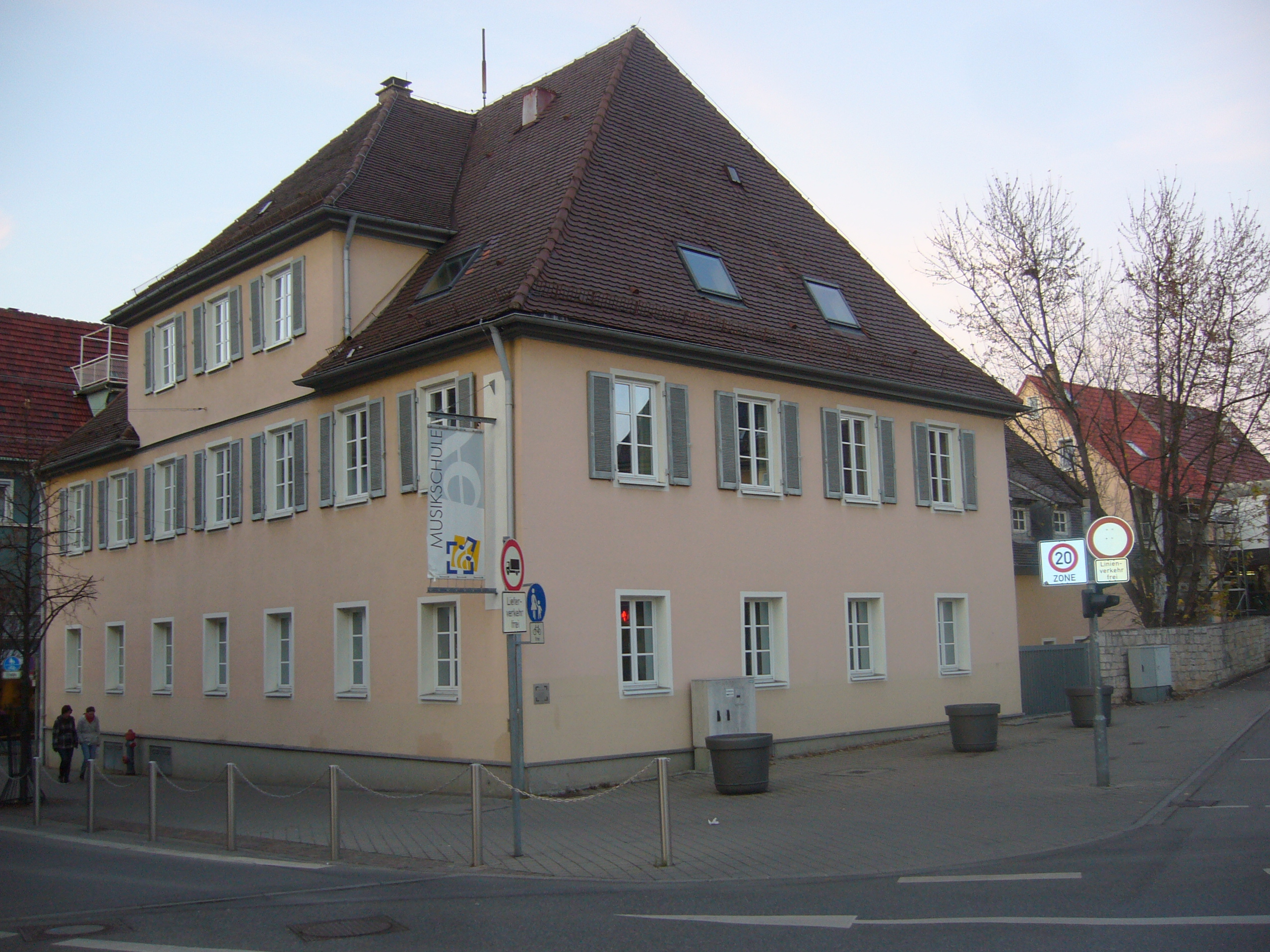
Gebäude des Oberamts Tuttlingen (2008)

Bereits im 14. Jahrhundert war die Stadt Tuttlingen Hauptort einer württembergischen Vogtei. Dem hieraus entstandenen altwürttembergischen Amt, seit 1758 Oberamt, an der Peripherie des Herzogtums gelegen und aus mehreren räumlich getrennten Teilen bestehend, wurden ab 1806 weitere Orte zugeteilt. Ein Teil der Neuerwerbungen war schon 1803 mit dem Reichsdeputationshauptschluss württembergisch geworden, andere Gebiete fielen mit der Rheinbundakte zunächst an Baden und kamen per Staatsvertrag vom 17. Oktober 1806 zu Württemberg. Dieser Vertrag beendete auch die begonnene kurze Episode der Zugehörigkeit Tuttlingens zu Baden. Als letzte Grenzkorrektur erhielt Baden per Vertrag vom 2. Oktober 1810 die altwürttembergischen Dörfer auf der östlichen Baar.
Nachbarn des von 1818 bis 1924 dem Schwarzwaldkreis zugeordneten Bezirks waren nach der Neuordnung die württembergischen Oberämter Spaichingen und Rottweil, das Großherzogtum Baden und die ab 1849 preußischen Hohenzollernsche Lande. Von badischem Gebiet umgebene Exklaven bildeten die Festung Hohentwiel und der Bruderhof bei Singen.

### Ehemalige Herrschaften

Oberamt Tuttlingen, Gebietsstand 1813, mit den früheren Herrschafts- und Ämtergrenzen

1813, nach Abschluss der Gebietsreform, setzte sich der Bezirk aus Bestandteilen zusammen, die im Jahr 1800 zu folgenden Herrschaften gehört hatten:
- Herzogtum Württemberg
 Der größte Teil der altwürttembergischen Orte gehörte zum weltlichen Amt Tuttlingen. Rietheim und Hausen ob Verena bildeten das rentkammerliche Amt Hohenkarpfen.
- Vorderösterreich
 Das Städtchen Fridingen zählte zur oberen Grafschaft Hohenberg. Ebenfalls unter österreichischer Landeshoheit standen Renquishausen und Kolbingen (Herrschaft Werenwag) sowie Gunningen (Kloster St. Georgen zu Villingen).
- Dompropstei Konstanz
 Zur Herrschaft Konzenberg mit dem Hauptort Wurmlingen gehörten auch die Dörfer Durchhausen, Oberflacht, Seitingen und Weilheim.
- Reichsstadt Rottweil
 Mühlhausen.
- Johanniterorden
 Weigheim gehörte zum Territorium der Johanniterkommende Villingen.
- Reichsritterschaft
 Beim Kanton Hegau der schwäbischen Ritterschaft war die Herrschaft Mühlheim der Freiherren von Enzberg immatrikuliert. Hierzu gehörten neben Stadt und Schloss Mühlheim die Dörfer Nendingen, Stetten und Irndorf sowie Schloss Bronnen. Die übrigen Orte kamen 1810 zum Oberamt Spaichingen bzw. wurden an Baden abgetreten.

## Gemeinden

### Einwohnerzahlen 1875

Gemeinden und Markungen um 1860

Folgende Gemeinden waren 1879 dem Oberamt Tuttlingen unterstellt:
| Nr. | frühere Gemeinde | Einwohnerzahl 1875 | Einwohnerzahl 1875 | Einwohnerzahl 1875 | heutige Gemeinde       |
| --- | ---------------- | ------------------ | ------------------ | ------------------ | ---------------------- |
|     |                  | evangelisch        | katholisch         | Israel.            |                        |
| 1   | Tuttlingen       | 6842 sonst. 4      | 663                | 6                  | Tuttlingen             |
| 2   | Durchhausen      | 8                  | 541                |                    | Durchhausen            |
| 3   | Fridingen        | 18                 | 963                |                    | Fridingen an der Donau |
| 4   | Gunningen        | 4                  | 388                |                    | Gunningen              |
| 5   | Hausen ob Verena | 603                | 4                  |                    | Hausen ob Verena       |
| 6   | Irrendorf 1      | 1                  | 585                |                    | Irndorf                |
| 7   | Kolbingen        | 2                  | 689                | 1                  | Kolbingen              |
| 8   | Mühlhausen       | 26                 | 270                |                    | Villingen-Schwenningen |
| 9   | Mühlheim         | 28                 | 781                |                    | Mühlheim an der Donau  |
| 10  | Nendingen        | 4                  | 942                |                    | Tuttlingen             |
| 11  | Neuhausen ob Eck | 1082               | 20                 |                    | Neuhausen ob Eck       |
| 12  | Oberflacht       | 4                  | 498                |                    | Seitingen-Oberflacht   |
| 13  | Renquishausen    |                    | 453                |                    | Renquishausen          |
| 14  | Rietheim         | 680                | 29                 |                    | Rietheim-Weilheim      |
| 15  | Schura           | 541                | 5                  |                    | Trossingen             |
| 16  | Seitingen        | 7                  | 610                |                    | Seitingen-Oberflacht   |
| 17  | Stetten          |                    | 369                |                    | Mühlheim an der Donau  |
| 18  | Thalheim 1       | 1011               | 10                 |                    | Talheim                |
| 19  | Thuningen 1      | 1622               | 20                 |                    | Tuningen               |
| 20  | Trossingen       | 2561               | 12                 |                    | Trossingen             |
| 21  | Weigheim         | 4                  | 474                |                    | Villingen-Schwenningen |
| 22  | Weilheim         | 12                 | 393                |                    | Rietheim-Weilheim      |
| 23  | Wurmlingen       | 19                 | 1056               | 1                  | Wurmlingen             |
|     | Summe            | 15083 sonst. 4     | 9775               | 8                  |                        |

### Änderungen im Gemeindebestand seit 1813
1835 wurde Kraftstein von Mahlstetten (Oberamt Spaichingen) nach Mühlheim umgemeindet.
1842 kam die Gemeinde Schwenningen vom Oberamt Tuttlingen zum Oberamt Rottweil.
1850 wurde die Domäne Hohentwiel als Teilgemeinde nach Tuttlingen eingegliedert.
1927 erhielt Trossingen das Stadtrecht.

## Amtsvorsteher
Die Oberamtmänner des Oberamts Tuttlingen von 1807 bis zur Auflösung 1934 waren:
- 1807–1812: Johann Christoph Friedrich von Stockmayer
- 1812–1817: Christian Friedrich Hochstetter
- 1817–1819: Klett (Amtsverweser)
- 1819–1828: Carl Gottlieb Pfeilsticker
- 1829–1836: Christian Ludwig Traub
- 1836–1845: Christian Heinrich Lindenmayer
- 1845–1853: Karl Hermann von Hörner
- 1853–1866: Johann Wilhelm Ehmann
- 1866: Friedrich Ludwig Ernst Neudörffer (trat jedoch sein Amt nicht an)
- 1866–1875: Karl Adolf Camerer
- 1875–1878: Georg Christian Wernle
- 1879–1891: Alois Reis (1885–1886 durch Franz Freiherr von Falkenstein vertreten)
- 1891: Josef Häfele (Amtsverweser)
- 1891–1892: Eberhardt Schmidt
- 1893–1898: Theodor Mäulen
- 1898–1904: Max Nick
- 1904–1926: Friedrich Gottert
- 1926–1933: Erwin Burger
- 1933–1937: Hermann Rieger

## Abgeordnete für die Landesstände
- 1815–1816, 1817, 1819, 1820–21, 1823–24: Karl Beckh
- 1827–1828, 1830: Ernst August Friedrich Rechfuß
- 1833–1835: Schneckenburger
- 1839, 1841–43: Jakob Schneckenburger
- 1845: M. Gottlieb Schmid
- 1847: Robert von Mohl
- 1848: Theodor Mögling
- 1848–1849: Wolfgang Menzel
- 1849–1850: Barnabas Mattes
- 1851–1853: Johann Konrad von Teuffel
- 1854–1855: Hermann Hörner
- 1856–1861: Karl Friedrich Leypoldt
- 1862–1865, 1866–68: Wilhelm Friedrich Dinkelacker
- 1868–1870, 1870–74, 1875–76: Christian Storz (Politiker, 1832)
- 1877–1882: Johannes Vosseler
- 1882–1889, 1889–90: Theodor Ehninger
- 1890–1895, 1895–1900: Johannes Storz
- 1900–1905: Eugen Schnekenburger
- 1906–1912, 1913: Christian Storz (Politiker, 1865)
- 1913–1918: Hermann Stengelin